# Naturphilosophie
Naturphilosophie (do alemão, lit. "filosofia da natureza"), também referida por vezes como romantische Naturphilosophie ("filosofia natural romântica"), designa um conjunto de correntes da tradição filosófica do idealismo alemão aplicadas ao estudo da natureza no início do século XIX. Foi o tipo de filosofia da natureza que predominou essencialmente nos movimentos literários, filosóficos e científicos na Alemanha entre 1790 e até cerca de 1830. Não possuindo obras canônicas, encontram-se diversos sistemas de Naturphilosophie entre vários pensadores românticos e pós-kantianos, mas foi sistematizada principalmente a partir de Schelling.
A Naturphilosophie se caracterizava por uma visão orgânica, vitalista e holística da Natureza, buscando superar um mecanicismo e reducionismo da ciência predominante. Ela partia do princípio de se investigar uma unidade entre polaridades como o empirismo e a metafísica; o ser humano, sua história e o mundo; o subjetivo e o objetivo; a mente e a matéria. Assim, exaltavam a intuição e a especulação de relações simbólicas entre fenômenos e suas conexões a princípios ideais. Isso proporcionou insights teóricos que permitiram avanços na ciência, bem como a valorização de sentidos subjetivos, sociais e históricos aplicados às ciências naturais. Seus principais expoentes incluem Schelling, Goethe, Oken, Hegel, Ritter e Carus, bem como Fichte, Schlegel e Novalis.
A tradução literal para a expressão "filosofia da natureza" pode ser enganosa, porque já existia uma filosofia natural muito antes deste movimento aparecer. É, portanto, preferível manter o seu nome Naturphilosophie sem tradução.

## História e definição

### Precursores formativos
O desenvolvimento epistemológico da Naturphilosophie foi influenciado geracionalmente pela noção de um "Tipo Ideal" (em alemão, Urform ou Urtyp), em que se identificavam esquemas ideias em torno dos quais ocorre a variabilidade das estruturas naturais. Esse conceito foi muito presente nas produções literárias, filosóficas e científicas a partir do final das décadas de 1770 e 1780, por exemplo em Kant. Encontrou-se na Histoire Naturelle de Daubenton, cuja tradução em alemão influenciou o pensamento biológico germânico entre 1780 e 1810. O conceito de história natural caracterizou a zoologia de Kielmeyer, Link, Treviranus, dentre outros, e a Naturphilosophie absorveu sua perspectiva de desenvolvimento orgânico. Também propunham-se formas unitárias na anatomia de Wolff e Blumenbach; e no pensamento botânico de Batsch, até que enfim o conceito de Tipo Ideal alcançou uma centralidade teórica na filosofia natural romântica em Goethe.
Outras profundas influências podem ser encontradas a partir das descobertas químicas, em articulação com as questões sociais e culturais. Com a reflexão sobre as mudanças de governo e da história, elaboraram-se pensamentos sobre a situação da individualidade, liberdade e razão. Os Naturphilosophen vieram de uma geração de jovens motivados pelas visões políticas de Kant e por novas perspectivas deflagradas pela Revolução Francesa, os quais buscavam uma reforma intelectual para a educação de agentes morais e autônomos. Herder foi também um precursor desses ideais.
Segundo Gilles Marmasse, ela apresentava "preocupações filosóficas específicas do pós-kantismo no exame da natureza" ao se opor à ciência mecanicista de inspiração galileana e newtoniana, na medida em que esta favorecia aspectos quantitativos, "desconfiava da metafísica" e via na experimentação o critério da verdade científica. A Naturphilosophie, por sua vez, "considera seu objeto como um todo vivo" que "deve ser compreendido de maneira unitária usando princípios intelectuais a priori". Essa filosofia natural retoma "o lema de Lessing legado por Jacobi: hen kai pan" ("Um e Todo") para aplicá-lo à natureza. Émile Bréhier observa que esta viva oposição acompanha o desenvolvimento das ciências experimentais, em que se começa a perceber que elas possuem particularidades qualitativas para as quais é impossível dar uma expressão matemática.
Para os pensadores românticos deste período, o progresso antimecanicista de uma ciência que tende a apagar as fronteiras entre o inorgânico e o orgânico (magnetismo e galvanismo) forneceu o espetáculo de uma natureza capaz de se tornar espírito, contra a corrente tradicional de uma filosofia que insistia, antes, na especificidade do sujeito humano. Para eles, tratava-se então de defender a primazia do Espírito e da Natureza sobre o mundo visível e racional. A Naturphilosophie introduz distinções qualitativas que resultam em destacar a riqueza e a fertilidade do mundo. Trata-se, observa Émile Bréhier, de contestar a explicação puramente mecânica, que, segundo a opinião de Schelling, destrói a unidade da natureza. Esta suposta unidade já não provém da lei física imposta desde Descartes, mas da "intuição imediata de uma relação de formas". Concretamente, trata-se de responder à questão da origem da multiplicidade das espécies. A Naturphilosophie substitui então o antigo método de classificação dos conceitos por um método de intuição que segue as transformações dos mesmos no outro. Leibniz antecipará esta ideia ao falar de "continuidade de formas". A Naturphilosophie, resume Émile Bréhier, é assim dominada por duas ideias que o progresso da ciência sugeriu aos filósofos: a ideia de polaridade e a de continuidade das formas.
Fortemente marcada pelo pensamento de Spinoza (sendo contemporânea ao contexto do Pantheismusstreit, a "controvérsia panteísta", ligada à redescoberta de Spinoza no final do Iluminismo alemão), a Naturphilosophie pretendia ser uma "ciência especulativa", capaz de ir e vir entre Natura naturata ("Natureza naturada") e Natura naturans ("Natureza naturante"). Em outras palavras, o filósofo-cientista deveria se elevar do produto acabado para o ato de "produzir", à infinita atividade produtiva da própria natureza, que se autolimita aos produtos acabados. Segundo Goethe, precursor dessa abordagem, a Natureza é trabalhada por uma força vivificante e rejuvenescedora na qual todos os seres são reimersos; esta força schellingiana, de natureza quase divina, aproxima a Naturphilosophie da doutrina panteísta. Na perspectiva schellingiana, a Natura naturans é menos um objeto de estudo para o filósofo, do que o verdadeiro sujeito de um processo dinâmico que se desenvolve e se reflete através de objetos naturais.

### Características

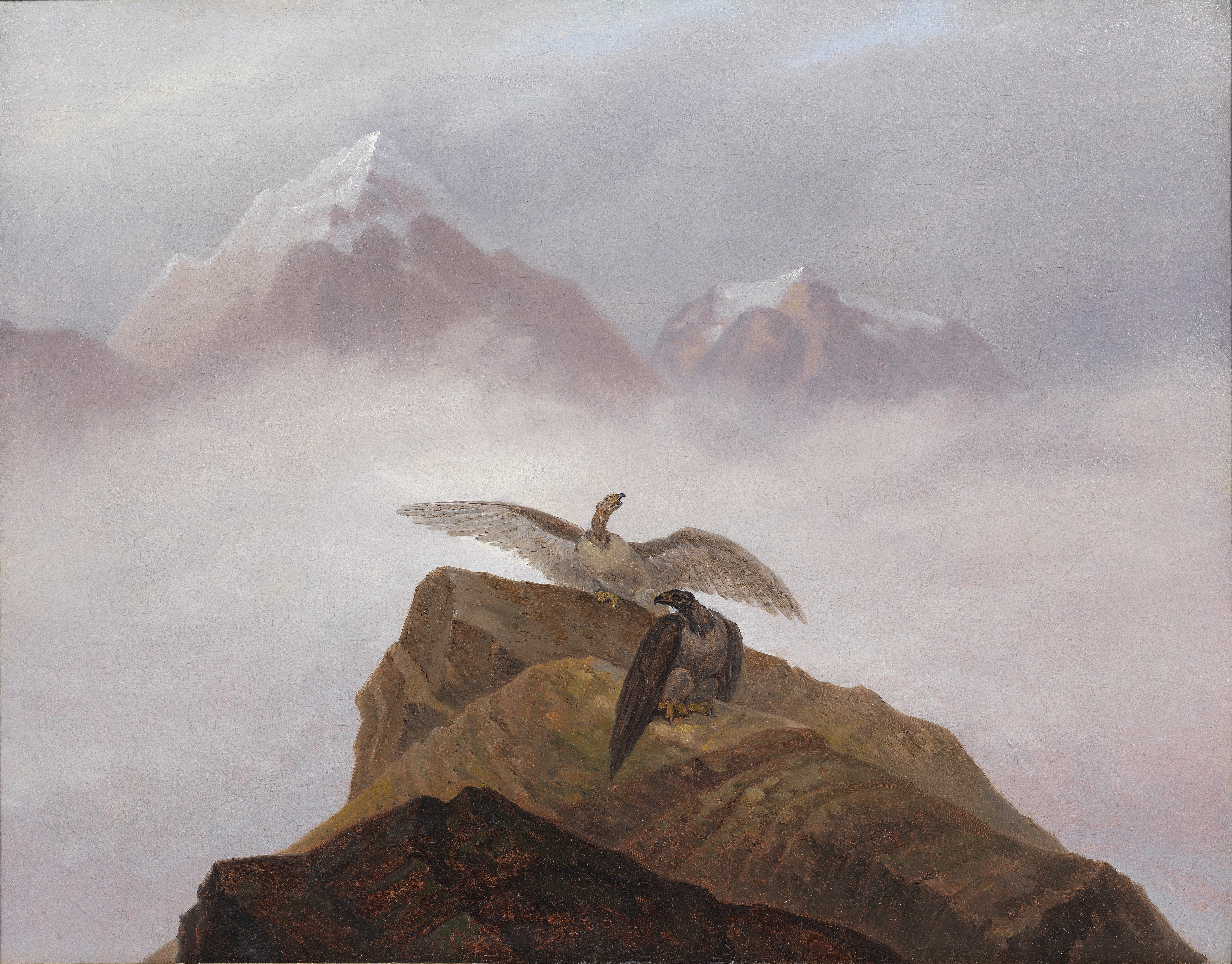
Fantasia dos Alpes (1822), por Carl Gustav Carus. Carus buscou elevar a pintura de paisagem a um novo patamar de importância, ligando-a à psicologia e aos ideais da Naturphilosophie: o retrato deveria apresentar atmosferas afetivas e intuições místicas. Em suas Cartas, afirma por exemplo sobre as montanhas: "Com que eloquência e força nos fala a história das montanhas (...) e quão claramente essa história nos fala em certas formações estratificadas e contornos de montanhas: tão claramente que sugere até aos não iniciados que tal história existe!"; e que, no topo delas: "seu ego desaparece, você não é nada, Deus é tudo."

Uma das características principais da Naturphilosophie era a concepção orgânica da Natureza, em que toda ela era vista como um organismo vivo e dinâmico. Schelling afirmava, por exemplo: "Mente é a Natureza invisível, enquanto a Natureza é a Mente visível". Com a filosofia do ego de Fichte, havia surgido o problema de dualismo entre subjetivo e objetivo, ideal e real, identidade e não identidade. A Naturphilosophie foi uma solução romântica para buscar suas interações e tentar a conciliação, de maneira que houvesse uma possibilidade de conhecimento. Seus proponentes criticavam, assim, a concepção cartesiana de matéria em termos matemáticos ou de extensão. Tentaram escapar dos extremos do dualismo ou do materialismo retornando ao conceito competidor de matéria como vis viva, proposto por Leibniz. Levavam em consideração a existência de forças vitais na Natureza, de modo que havia uma relativa continuidade com o chamado vitalismo do Iluminismo. Também adotaram a perspectiva de Spinoza, em que mente e matéria eram dois modos de uma substância única.
A perspectiva da Naturphilosophie deu muita ênfase à articulação e correlação de aspectos polares, utilizando-as para explicar uma "doutrina dinâmica da natureza". Isso teve efeito de produzir uma reforma conceitual significativa no pensamento científico da época. Com isso, o tipo de naturalismo da Naturphilosophie buscava a síntese e conciliação. Por exemplo, ao mesmo tempo em que há nela um reducionismo físico ou biológico que busca definir de maneira exaustiva a matéria básica dos processos naturais e explicar o todo da realidade, recusa-se a interpretar a Natureza simplesmente como essas partes reduzidas, pois somam-se a isso relações de valor e significado subjetivo. Ela adota uma visão de mundo que percebe fenômenos e leis imanentes, mas as expande a princípios ideais que constituem o todo absoluto da Natureza; por exemplo, Schelling atribui princípios de moralidade, metafísica, vitalismo e liberdade à interpretação natural. Na direção contrária, ocorre também um entendimento de discursos teológicos e mitológicos de uma maneira naturalista.
Inicialmente, a Naturphilosophie foi formada se contrapondo à Wissenschaftslehre de Fichte em duas teses: Schelling elaborou um realismo transcendental, em que se considera a Natureza como existindo independentemente de toda consciência, mesmo a do sujeito transcendental; e o naturalismo transcendental, segundo o qual tudo é explicável conforme as leis da Natureza, incluindo a própria racionalidade transcendental. A Natureza era incondicionada, e, ao invés de uma substância de caráter estático, era uma atividade absoluta e produtividade infinita (o que antes era atributo apenas do ego absoluto fichteano). Apesar de utilizar de analogias, Schelling afirmava cautela para que não se reduzissem fenômenos complexos da natureza a ideias, forças e elementos simplistas, com o risco de hipostatização, e defendia uma rigorosa empiria e precisão através da quantificação também. Ele foi também um forte crítico do vitalismo.
Houve diversas tradições de ciência romântica, de maneira que ela não era monolítica. Dietrich von Engelhardt identificou três correntes da Naturphilosophie. Os mais idealistas foram influenciados principalmente pela obra de Lorenz Oken Lehrbuch der Naturphilosophie (1809), constituindo uma tradição kantiana centrada na Universidade de Göttingen, chamada por von Englehardt de Naturphilosophie transcendental. Eles focaram mais em deduzir as bases lógicas e epistemológicas a priori para a experiência e a dedução das leis gerais da natureza. Seus seguidores esperavam traçar estágios do universo a partir de uma manifestação ideal de Deus até ao estágio máximo da humanidade, ligando a história humana à do mundo físico. Interpretavam esse processo como similar a uma gestação, e desenvolveram seu pensamento com o uso de simbolismo e analogias.
A segunda tradição foi denominada Naturphilosophie especulativa ou romântica, mais associada a Schelling, em que os limites a priori do conhecimento possível estabelecidos pela Naturphilosophie transcendental foram superados, e o objeto da filosofia da natureza era constituir um sistema inteiro dentro de uma unidade totalizante. Focavam, assim, na unidade fundamental de matéria, processo e espírito, bem como dos reinos inorgânico, orgânico, social e moral, considerados como desdobramentos da unidade.

O terceiro tipo, para von Englehardt, era a Naturphilosophie metafísica, cujo principal expoente foi Hegel, o qual considerava os escritos de juventude de Schelling como pertencentes a essa corrente também. Nesse sistema, Hegel considerava que uma estrutura lógica era imanentemente presente no mundo material e uma filosofia da natureza deveria captá-la, de maneira a elevar a natureza à Consciência. Hegel fizera uma crítica à Naturphilosophie anterior em sua Fenomenologia do Espírito. Ele considerou que o principal elemento do movimento naturphilosophisch de então, a Razão Observante, era limitada e, apesar de considerar a dinâmica de propriedades vitais em termos abstratos, isolava-as e não atingia um nível conceitual e holístico, de sua relação concreta no todo.

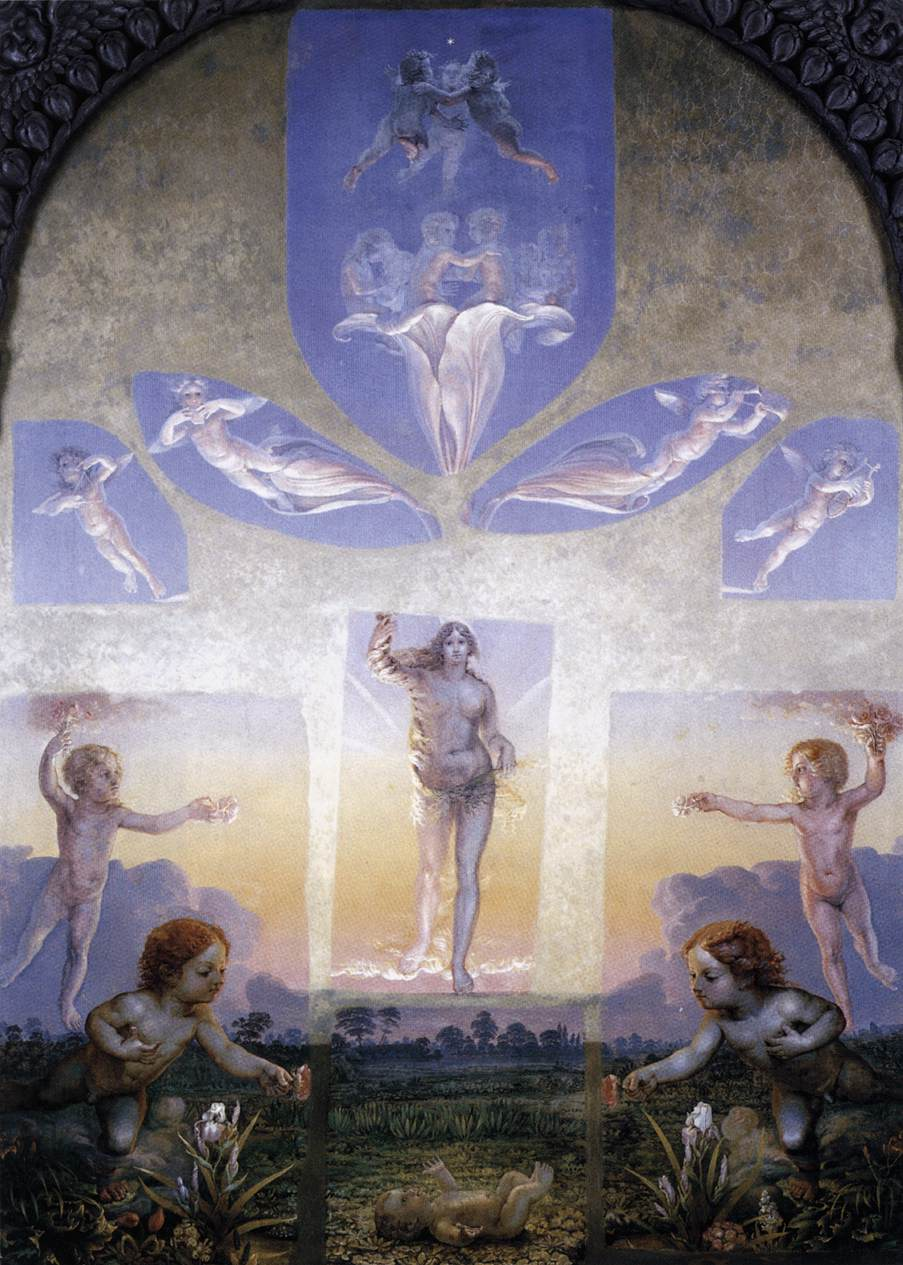
A Grande Manhã (1809), por Philipp Otto Runge. Runge era adepto da Naturphilosophie e adotou seu simbolismo de cores e as considerações de Oken para a antropomorfização das plantas.

O conceito moderno de símbolo foi articulado principalmente em meio à Naturphilosophie antes de ser importado à teoria estética. A maior parte da elaboração de Goethe sobre o simbolismo foi em seus escritos naturphilosophische, como Symbolik (1805) e na discussão sobre a percepção das cores em Farbenlehre. Schelling definiria o símbolo totalmente dentro dessa epistemologia. Para Schelling, é inerente a cada ser um propósito ou conceito ideal, e o símbolo realiza uma identidade entre ser e significado que permite uma interpretação potencializada de um organismo, como afirma em Abhandlungen:
“Se o espírito humano for de natureza orgânica, nada entrará nele mecanicamente vindo de fora; tudo o que está nele, [o espírito] configurou de dentro para fora de acordo com um princípio interno (...) Tudo o que é absolutamente adequado a um propósito é em si completo e aperfeiçoado. Contém em si a origem e o propósito final da sua existência (...) Na adequação ao propósito, forma e matéria, conceito e intuição se interpenetram. Precisamente este é o caráter do espírito, em que o Ideal e o Real estão absolutamente unidos, por isso há algo de simbólico em cada organismo, e cada planta é, por assim dizer, um arabesco delineado da alma."
Nisso, a intuição possuía prioridade como método: na Naturphilosophie, o real e a determinação fundamental da matéria, em sua unidade original, seriam acessados apenas por meio dela. O entendimento com o uso ativo da intuição traz à consciência o conhecimento das determinações fundamentais ideais. Assim, a especulação era muito presente e levou a insights científicos na biologia, química e física que foram considerados importantes posteriormente na história das ciências, mesmo que tivessem sido originalmente baseados em deduções e proposições metafísicas a priori.
Especulações da Naturphilosophie sobre a geologia também surgiram, pois as eras geológicas e os fósseis tiveram ressonância com os ideais de superação empírica adotados pelos filósofos naturais românticos. Assim, expoentes como Goethe e Novalis interpretariam esses elementos e outros, como as cavernas, especulando sobre sua idade remota e imaginando como suas características ocultas evocavam aspectos primordiais da Natureza. Outros como Johann Blumenback ligavam a periodização da história humana à periodização geológica, buscando uma interconexão metafísica. Essa dimensão geológica também fez parte de produções literárias artísticas, como as de E. T. A. Hoffmann.
Outros que elaboraram sistemas diferentes conforme a Naturphilosophie foram Carl Eschenmayer, Franz Xaver von Baader, Henrik Steffens, Karl Friedrich Burdach, Adelbert von Chamisso, Christoph Wilhelm Hufeland, Dietrich Georg von Kieser, Gotthilf Heinrich von Schubert e Gustav Theodor Fechner.

### Contribuições e posteridade
No século XIX, as disciplinas científicas em geral, particularmente a física, descartavam a hermenêutica na abordagem empírica da natureza. O observador não era visto como parte da natureza e o cientista deveria adotar uma postura separada. A Naturphilosophie tentou superar essa separação, mas, apesar de seus esforços, esse distanciamento continuou predominando.
Goethe elaborou uma teoria das cores contrária à de Newton. Apesar de não ter conseguido invalidar a teoria anterior no aspecto físico, Goethe conseguiu expor algumas falhas no modelo newtoniano e expandir com novas contribuições sobre a fisiologia e percepção subjetiva das cores.
Os físicos Johann Wilhelm Ritter e Hans Christian Oersted partiram de premissas teóricas da Naturphilosophie para suas descobertas da eletroquímica e eletromagnetismo. Thomas Kuhn deu crédito ao movimento da Naturphilosophie (a Schelling em particular) pela importância que teve de elevar na ciência a consideração dos processos de transformação e conversão, exercendo um papel importante no estudo da energia e na física da eletricidade e magnetismo. Ela promoveu também uma mudança do paradigma classificatório da biologia, que via as espécies como imutáveis, para um outro da anatomia comparada, que enfatizava a continuidade das formas em torno de tipos unitários.
Na França, a Naturphilosophie não ganhou terreno. Ela recebeu fortes críticas de Georges Cuvier, mas o rival de Cuvier em Paris, Étienne Geoffroy Saint-Hilaire, propagou-a. Na Inglaterra, Samuel Taylor Coleridge foi um difusor inicial, e o Royal Institution serviu de plataforma para essas ideias, divulgadas também por alguns membros do Royal College of Surgeons. O maior proponente inglês da Naturphilosophie foi o biólogo Richard Owen, que realizou traduções de Oken e avançou essa perspectiva por exemplo na obra Sobre o Arquétipo e Homologias do Esqueleto Vertebrado (1849). Também em Alexander von Humboldt encontram-se resquícios da Naturphilosophie, bem como em Henri Bergson.
Houve declínio do paradigma da Naturphilosophie ao longo do século XIX, principalmente com as críticas nos escritos de Thomas Huxley, que imputavam-lhe o caráter de "mistificações metafóricas", "ginásticas verbais" e "especulações verbais". Na Alemanha a partir da segunda metade do século XIX, os positivistas materialistas Hermann von Helmholtz, Emil du Bois-Reymond e Ernst Brücke investiram esforços em remover das ciências naturais todos os traços do vitalismo e da Naturphilosophie. Outro crítico ferrenho foi o químico Justus von Liebig, que comparou a Naturphilosophie com a Peste Negra. Os neokantianos também atacaram a Naturphilosophie e o idealismo absoluto como dogmáticos, pois não poderia provar, por exemplo, que a natureza era um organismo para além de uma analogia para meros fins humanos. Propuseram, assim, um retorno ao Iluminismo.